# Dialetto pelagio
Il dialetto pelagio è una variante della lingua siciliana parlata nelle isole Pelagie, nel comune italiano di Lampedusa e Linosa, in provincia di Agrigento.
Nel Vocabolario siciliano di Giorgio Piccitto è indicato con la sigla AG42 (Lampedusa) e AG42a (Linosa), afferente al gruppo dei dialetti agrigentini occidentali.

## Classificazione
Il dialetto delle isole Pelagie è strettamente connesso con la storia dell'arcipelago: esso si caratterizza, infatti, per la compresenza di tratti tipici di aree linguistiche siciliane tra di loro molto diverse e geograficamente distanti.
La parlata pelagia, pertanto, non si presta a una semplice classificazione, presentando peculiarità del dialetto agrigentino, messinese, palermitano e trapanese. Le isole Pelagie, infatti, furono colonizzate a partire dal 1843 da coloni provenienti da più parti della Sicilia che portavano seco il proprio dialetto. Le condizioni di insularità e, soprattutto, di isolamento delle comunità hanno fatto sì che, in poco più di un secolo, le tante parlate diverse si omologassero in un dialetto abbastanza unificato.

## Vocabolario
Tra le peculiarità lessicali della parlata delle Pelagie spiccano alcuni termini con caratteristiche arabe, tra cui:
- bircàcia, nome del pesce sciarrano;
- micimaci, 'albicocca'; dall'in arabo مشمش‎? mišmiš
- farcusu, 'cetriolo';
- losi, 'mandorle'; dall'in arabo لوز‎? lauz